# چندوردایی
چندوَردایی که به انگلیسی Polyvariance خوانده می‌شود به این معنی است که : در آنالیز برنامه، چنانچه  رویه‌ها به منظور افزایش دقت تحلیل، چندین بار بررسی شوند(برای نمونه، یکبار در هر نقطه فراخوانی)، این آنالیز، یک تحلیل چندوَردایی نامیده می‌شود.

## واژه شناسی
واژه 'وردیدن' از واژه فارسی میانه 'ورتیدن' گرفته شده‌است. این واژه در فارسی دری به صورت گردیدن درآمده است. فرهنگستان از فعل 'وردیدن' برای ساختن مشتقات فعل 'vary' انگلیسی بهره برده است و واژگان 'وردا'، 'هموردا'، 'ناوردا'، 'وردایی'، 'پادوردا' و ... را برساخته است.